# Xã Little Rock, Quận Kendall, Illinois
Xã Little Rock (tiếng Anh: Little Rock Township) là một xã thuộc quận Kendall, tiểu bang Illinois, Hoa Kỳ. Năm 2010, dân số của xã này là 13.076 người.